# زياد أبو عين
زياد محمد أحمد أبو عين (22 نوفمبر 1959 – 10 ديسمبر 2014) هو سياسي فلسطيني وأحد أعضاء حركة فتح وعضو مجلسها الثوري. شغل منصب وكيل هيئة شؤون الأسرى والمحررين منذ 2003 وحتى 2006، ثم عُين رئيسًا لهيئة مقاومة الجدار والاستيطان عام 2014 برتبة وزير، وشغل ذلك المنصب حتى استشهاده في 10 ديسمبر 2014؛ إثر قمع القوات الإسرائيلية لفعالية زرع لشجر الزيتون بقرية ترمسعيا شمال محافظة رام الله والبيرة.

## حياته
اعتقل لأول مرة عام 1977، ثم جدد اعتقاله عام 1979؛ حيث حكمت المحكمة بإعدام أبو عين، ثم خُفف الحكم إلى السجن المؤبد. واعتقل مرة أخرى عام 1985، وأخيراً اعتقل إداريًا في الانتفاضة الثانية عام 2002. وبلغت مجموع سنوات سجنه أكثر من 13 عاماً.
شعل أبوعين عدة مناصب قيادية في حركة فتح، وشغل كذلك عدة مناصب سياسية هي:
عضو اتحاد الصناعيين الفلسطينيين عام 1991.
مدير عام هيئة الرقابة العامة في الضفة الغربية عام 1994.
رئيس رابطة مقاتلي الثورة القدامى 1996..
وكيل وزارة الأسرى والمحررين 2003 - 2006.
في عام 2009، فاز بانتخابات المجلس الثوري الفلسطيني التي عُقدت أثناء المؤتمر السادس لحركة فتح في بيت لحم وصار عضوًا فيه.
رئيس هيئة مقاومة الجدار والاستيطان 2014 برتبة وزير.

## استشهاده
استشهد زياد أبوعين في 10 ديسمبر 2014؛ بعد قيام جنود إسرائيليين بالاعتداء بالضرب على مسيرة لزرع شجر الزيتون بقرية ترمسعيا بمدينة رام الله. وعلى إثر ذلك نُقل أبوعين إلى المستشفى حيث توفى إثر مضاعفات اختناقه جراء استنشاقه لقنابل الغاز المسيل للدموع، بينما يُرجح ناشطون وفاته إثر ضربه بقوة على صدره.

### ردود الفعل
- أعلن الرئيس محمود عباس الحداد 3 أيام، ووقف التنسيق الأمني مع إسرائيل.[6][7]
  -  حركة المقاومة الإسلامية (حماس) حركة حماس: نعت الحركة أبوعين، ووصفته ب«شهيد الشعب الفلسطيني».[8][9]

وقال د.سامي أبو زهري، الناطق باسم حماس في تصريحٍ خاصٍ: (تنعي حماس القيادي في فتح زياد أبو عين)، داعياً السلطة إلى وقف النسيق الأمني والمفاوضات، والمحافظة على الوحدة الوطنية.
وأكد أن هذه الجريمة تدلل من جديد أنه (لا تعايش مع الاحتلال، وضرورة حشد كل الجهود لمواجهة الاحتلال والحفاظ على الوحدة الوطنية).
- أكد بروفيسور السياسة عبد الستار قاسم على أهمية وضرورة وقف التنسيق الأمني وجميع أشكال العلاقة مع الاحتلال؛ ولكنه يضيف: «لا أعتقد أن السلطة ستوقف التنسيق الأمني، لأن 2200 شهيد؛ طفل وامرأة وشيخ، لم تحرك السلطة خلال الحرب العدوانية على غزة في حرب العصف المأكول؛ فكيف سيتوقف الآن؟!».

- سوريا أدانت سوريا بأشد العبارات الجريمة الوحشية التي ارتكبتها قوات الاحتلال الإسرائيلي، وقال مصدر رسمي في وزارة الخارجية والمغتربين: إن هذه الجريمة البشعة تأتي لتؤكد من جديد الطبيعة العدوانية وإرهاب الدولة المنظم الذي يحكم سلوك الحكومة الإسرائيلية، سواء في قمعها المستمر للشعب الفلسطيني، أو تعاونها الوثيق مع التنظيمات الإرهابية المسلحة في سوريا.[12]
- الاتحاد الأوروبي دعا لفتح تحقيق فوري ومستقل بمقتل أبو عين.[13]
- أعلن المتحدث باسم رئيس الوزراء الإسرائيلي أوفير جندلمان، أن الجيش الإسرائيلي شرع في التحقيق في ملابسات وفاة أبو عين.[14][15]

قال وزير جيش الاحتلال الصهيوني موشي يعلون إن التنسيق الأمني مع أجهزة السلطة الفلسطينية مستمر وأنه مصلحة للطرفين، رغم إعلان عدد من قيادات حركة فتح عن وقف التنسيق الأمني عقب اغتيال القيادي الوزير زياد أبو عين، نفى ضابط صهيوني كبير صحة الأنباء التي تحدثت عن وقف السلطة الفلسطينية للتنسيق الأمني مع الاحتلال الصهيوني.
وقال الضابط في حديث للقناة العبرية الثانية إن التنسيق الأمني يجري حتى الآن على ما يرام، ولا توجد ملامح لوقفه حتى هذه اللحظة.

## التشريح
شرح الجثمان لجنة مشتركة من أطباء أردنيين وفلسطينيين وإسرائيليين. اتفق الأطباء على أن وفاة أبو عين كانت نتيجة انسداد الشريان التاجي بسبب النزيف، لكنهم اختلفوا على السبب الكامن وراء الوفاة.
قال الأطباء الفلسطينيون والأردنيون إن التشريح أثبت إصابته بقوة -نوعا ما- في مقدمة الوجه، أدت إلى كسور في أسنانه الأمامية وانزياحها وخلعها ودخولها إلى الغرفة الخلفية من الفم. كذلك وجود كدمات في منطقة العنق من الناحيتين اليسرى واليمنى، وهناك آثار لضغط على العنق، إلى جانب وجود كدمات في منطقة الغضروف الدرقي مما يدل على وجود قوة استخدمت على منطقة العنق. فيما أفاد تقرير الطبيبين الشرعيين الإسرائيليين اللذين شاركا في عملية التشريح أن الوفاة نجمت عن انسداد أحد الشرايين الرئيسية التي تزود القلب بالدم، وأن ذلك جاء جراء نزيف بسبب ضغط على الرقبة.